# Pistolet FEG R78
FEG R78 – mały pistolet samopowtarzalny kalibru 7,65 × 17 mm SR produkowany przez zakłady Femaru Fegyver es Gepgyar (FEG) w Budapeszcie.

## Historia konstrukcji
Pistolet R78 został opracowany pod koniec lat 70., prawdopodobnie dla agentów rumuńskiej policji politycznej Securitate.
Pod koniec lat dziewięćdziesiątych pewna liczba używanych egzemplarzy tego pistoletu pojawiła się na europejskim rynku broni cywilnej.

## Opis konstrukcji
Pistolet R78 działa na zasadzie wykorzystania energii odrzutu zamka swobodnego. Mechanizm spustowy z samonapinaniem typu SA/DA. Mechanizm uderzeniowy kurkowy. Skrzydełko bezpiecznika na zamku. Magazynek sześcionabojowy.